# Contea di Gaolan
La contea di Gaolan (皋兰县S, Gāolán XiànP) è una contea della Cina, situata nella provincia del Gansu.